# Zellik-Galmaarden
A Zellik–Galmaarden é uma carreira ciclista de uma etapa belga que se disputa entre Zellik (Província de Brabante Valão) e Galmaarden (ambas em Brabante Flamengo), no mês de abril.
Começou-se a disputar em 1983. Desde a criação dos Circuitos Continentais UCI em 2005 faz parte do UCI Europe Tour, dentro da categoria 1.2 (última categoria do profissionalismo).

## Palmarés
| Ano  | Ganhador              | Segundo                  | Terceiro             |
| ---- | --------------------- | ------------------------ | -------------------- |
| 1983 | Frank Verleyen        | Jean De Bondt            | John de Crom         |
| 1984 | Stefaan Aerts         | Willem Wijnant           | Johan Pauwels        |
| 1985 | Rudy Brusselmans      | Ole Eriksen              | Pascal Van Der Vorst |
| 1986 | Rudy Van Der Haegen   | Pascal Van Der Vorst     | Peter Punt           |
| 1987 | Jean-Pierre Valenpijn | Pedro Van Bondt          | Peter Punt           |
| 1988 | Eric De Clercq        | Mark Broeck              | Reginald Van Damme   |
| 1989 | Patrick Van De Houwe  | Rigo Willems             | Pascal De Roeck      |
| 1990 | Igor Patenko          | Mario Liboton            | Tom Desmet           |
| 1991 | Mario Liboton         | Nico Desmet              | Dominique Kinds      |
| 1992 | Wim Omloop            | Sebastien Van Den Abeele | Danny Sleeckx        |
| 1993 | Wim Feys              | Robbie Vandaele          | Mario Moermans       |
| 1994 | Frank Høj             | Pedro Rossele            | Sébastien Demarbaix  |
| 1995 | Andy De Smet          | Gert Vanderaerden        | Christophe Detilloux |
| 1996 | Niko Eeckhout         | Johan Capiot             | Dirk Aernouts        |
| 1997 | Ludo Dierckxsens      | Frank Høj                | Cezary Zamana        |
| 1998 | Kris Gerits           | Andrzej Sypytkowski      | Hans De Meester      |
| 1999 | Joran Keppens         | Bert Scheirlinckx        | Koen Dás             |
| 2000 | Dmitriy Fofonov       | Nico Indelkeu            | Johan Coenen         |
| 2001 | Tom Boonen            | Stijn Vanstraelen        | Jan Kuyckx           |
| 2002 | Johan Vansummeren     | Stijn Devolder           | Bart Dockx           |
| 2003 | Jurgen Van den Broeck | Bart Bastiaens           | Pieter Mertens       |
| 2004 | Jurgen Vermeersch     | Koen Dás                 | Kor Steenbergen      |
| 2005 | Stijn Ennekens        | Kristof De Beule         | Kurt Dierickx        |
| 2006 | Greg Van Avermaet     | Gianni Meersman          | Kevin Van Lierde     |
| 2007 | Kevyn Ista            | Kris Boeckmans           | Kristof Vandewalle   |
| 2008 | Bert De Backer        | Björn Coomans            | Joeri Klauwaert      |
| 2009 | Jonas Vangenechten    | Sep Vanmarcke            | Sander Armee         |
| 2010 | Coen Vermeltfoort     | Kevin Claeys             | Julien Vermote       |
| 2011 | Gaëtan Bille          | Mark McNally             | Fabio Polazzi        |
| 2012 | Kevin Thome           | Wesley Kreder            | Mark McNally         |

## Palmarés por países
| País            | Vitórias |
| --------------- | -------- |
| Bélgica         | 25       |
| União Soviética | 1        |
| Dinamarca       | 1        |
| Cazaquistão     | 1        |
| Países Baixos   | 1        |